# Passifloreae
Passifloreae je tribus iz potporodice Passifloroideae porodice Passifloraceae. 

## Rodovi
Rodovi unutar ovog tribusa su:
| 1. Adenia Forssk. (96 spp.) 2. Basananthe Peyr. (37 spp.) 3. Deidamia Noronha ex Thouars (3 spp.) 4. Efulensia C.H.Wright (2 spp.) 5. Schlechterina Harms (1 sp.) 6. Crossostemma Planch. ex Benth. (1 sp.) 7. Ancistrothyrsus Harms (3 spp.) 8. Dilkea Mast. (12 spp.) 9. Mitostemma Mast. (4 spp.) 10. Passiflora L. (596 spp.) |

Tipični rod ovog tribusa je Passiflora.

## Vanjske poveznice
|  | Wikivrste imaju podatke o taksonu Passifloreae |

- International Organization for Plant Information (IOPI). "Plant Name Details" (HTML). Međunarodni indeks biljnih imena.  Preuzeto 18. kolovoza 2012.